# Saitidops
Genre
Saitidops est un genre d'araignées aranéomorphes de la famille des Salticidae.

## Distribution
Les espèces de ce genre se rencontrent au Venezuela et en Jamaïque.

## Liste des espèces
Selon World Spider Catalog (version 18.0, 13/05/2017) :
- Saitidops albopatellus Bryant, 1950
- Saitidops clathratus Simon, 1901

## Publication originale
- Simon, 1901 : Études arachnologiques. 31e Mémoire. L. Descriptions d'espèces nouvelles de la famille des Salticidae (suite). Annales de la Société Entomologique de France, vol. 70, p. 66-76 (texte intégral).